# Placodus
Placodus (que quer dizer 'dente chato') foi um gênero de répteis marinhos, pertencente à ordem Placodontia, que andava nos oceanos durante o período Triássico médio (c. 240 milhões de anos atrás). Fósseis de Placodus foram achados na Europa Central (Alemanha, França, Polônia) e China.

## Paleobiologia
Placodus tinha um corpo com cauda longa, e atingia um comprimento total de até 2 metros. Tinha um pescoço curto e um crânio pesado. Os dentes traseiros eram largos e achatados, e teria ajudado a esmagar a presa.
Placodus e seus parentes não eram tão bem adaptados à vida aquática como alguns grupos de répteis posteriores, como os plesiossauros. Suas caudas achatadas e pernas curtas, teriam sido seu principal meio de propulsão na água.